# 拜泽雷德
拜泽雷德，是匈牙利佐洛州所辖的一个村，总面积12.14平方公里，总人口155，人口密度12.8人/平方公里（2010年1月1日）。